# 長良級輕巡洋艦
長良級輕巡洋艦是日本帝國海軍的輕巡洋艦。同型艦6艘。

## 概要
長良號輕巡洋艦為日本帝國海軍5500噸級輕巡的第二級，為球磨級輕巡洋艦的改造型。1920年起開工，相較於先前的球磨，長良型提升了偵蒐能力，在第一、二砲台上方增設了水上偵察機滑行台，並將水偵收納在艦橋內，因此長良相較於其他艦艇，擁有較大的艦橋空間。為了擔任水雷戰隊旗艦，長良在指揮室及通信室方面也獲得了提升，並裝配新開發的八年式610mm魚雷發射管，可以發射八年式魚雷或是九三式氧氣魚雷。但在設計上仍可看出一戰巡洋艦的設計:三煙囪、35節以上航速、結構單薄、140mm單裝砲、反潛防空性能低下。為了改善水偵的機動性，1930年長良級全面換裝水上飛機彈射器，以改善滑行台起飛的偵察機無法回收的問題。

## 性能諸元
排水量:(設計)標準5170噸，常備5570噸
全長:162.15公尺
水線長:158.6公尺
舷寬:14.17公尺
高度:4.8公尺
動力:4座艦本式蒸氣輪機
10座艦本式重油專燒鍋爐
2座艦本式煤油混燒鍋爐
功率:90000軸馬力
航速:36節
續航力:5000海里/14節
裝甲:主裝甲帶60mm
水平防護30mm
武裝:7門單裝三年式140mm主砲
2門單裝三年76mm高砲
2挺三年式6.5mm機槍
8具八年式610mm魚雷發射管(雙聯x4)
水偵一架
56顆水雷
編制440人

## 同型艦
- 長良號輕巡洋艦（日语：／ Nagara ?）

建造廠:佐世保海軍工廠
1920年9月9日開工
1921年4月25日下水
1922年4月21日竣工
1944年8月7日被美軍潛艇擊沉於天草諸島以西
- 由良號輕巡洋艦（日语：／ Yura ?）

建造廠:佐世保海軍工廠
1921年5月21日開工
1922年2月15日下水
1923年3月20日竣工
1942年10月25日於圖拉吉島東方海域遭美機重創後自沉
- 五十鈴號輕巡洋艦（日语：／ Isuzu ?）

建造廠:浦贺船渠
1920年8月10日開工
1921年10月29日下水
1923年8月15日竣工
1945年4月7日被美軍潛艇擊沉於帛琉海面
- 鬼怒號輕巡洋艦（日语：／ Kinu ?）

建造廠:川崎重工神戶船廠
1921年1月17日開工
1922年5月29日下水
1922年11月10日竣工
1944年10月26日被美機炸沉於帕奈島東北海域
- 名取號輕巡洋艦（日语：／ Natori ?）

建造廠:三菱重工長崎船廠
1920年12月開工
1922年2月16日下水
1922年9月15日竣工
1944年8月18日被美軍潛艇擊沉於薩馬島東方海面
- 阿武隈號輕巡洋艦（日语：／ Abukuma ?）

建造廠:浦贺船渠
1921年12月8日開工
1923年3月16日下水
1925年5月26日竣工
1944年10月25日在蘇里高海峽被美軍驅逐艦魚雷重創，次日遭空襲沉沒

## 關聯項目
- 大日本帝國海軍艦艇一覽